# Genyomyrus donnyi
Genyomyrus donnyi ist ein afrikanischer Süßwasserfisch aus der Familie der Nilhechte (Mormyridae), der im zentralafrikanischen Kongobecken weit verbreitet vorkommt.

## Merkmale
Die Fischart wird maximal 45 cm lang. Sie ist relativ langgestreckt und seitlich abgeflacht. Der Körper ist 3,5- bis 4-mal so lang wie hoch. Der Kopf nimmt etwa ein Viertel der Gesamtlänge ein. Er ist doppelt so lang wie hoch. Das Kopfprofil kann auf der Kopfoberseite leicht konvex sein. Die Schnauze ist röhrenförmig verlängert, das endständige Maul ist klein. An der Unterkieferspitze befindet sich eine nach vorne gerichtete Bartel, die fast genau so lang werden kann wie die röhrenförmige Schnauze. Rücken- und Afterflosse befinden sich hinter der Körpermitte und stehen sich symmetrisch gegenüber, wobei der Beginn der Rückenflosse über dem zweiten, dritten oder vierten Flossenstrahl der Afterflosse liegt. Der Beginn der Afterflosse liegt mittig zwischen dem Ansatz der Bauchflossen und der Schwanzflossenbasis. Die Brustflossen haben eine Länge von 2/3 der Kopflänge. Mit ihrem zugespitzten Ende reichen sie über die Basen der kleinen Bauchflossen hinaus. Der Schwanzstiel ist dreimal so lang wie hoch. Die gegabelte Schwanzflosse ist beschuppt, die Enden beider Loben sind abgerundet.
Die Art unterscheidet sich von allen anderen Nilhechten, die im Ober- und Unterkiefer immer nur je eine Zahnreihe besitzen, durch mehrere Reihen sehr kleiner Zähne im Ober- und Unterkiefer. Die Zähne sind konisch und zum Teil in den Schleimhäuten versteckt.
- Flossenformel: Dorsale 31–34, Anale 36–38.
- Schuppenformel: SL 79–82, 14–15 Schuppenreihen zwischen Seitenlinie und Rückenflosse, 13–14 zwischen Seitenlinie und Afterflosse und 12 rund um den Schwanzstiel.